# May Sarton
May Sarton, pseudonimo di Eleanore Marie Sarton (Wondelgem, 3 maggio 1912 – York (Maine), 16 luglio 1995), è stata una poetessa e scrittrice belga naturalizzata statunitense, ricordata per le sue opere incentrate sulle donne e l'amore saffico. Una delle sue opere più famose è Mrs. Stevens Hears the Mermaids Singing.

## Biografia
Nata a Wondelgem, in Belgio (oggi parte di Gand), era la figlia di George Sarton (1884-1956), chimico e storico della scienza, e di Mabel Eleanor Elwes, artista inglese.
Quando il Belgio nel 1914 venne invaso (dopo l'attentato di Sarajevo e l'uccisione di Francesco Ferdinando d'Asburgo-Este), la famiglia fuggì a Ipswich, in Inghilterra, dove viveva la nonna materna di May. L'anno successivo emigrò a Boston, nel Massachusetts, dove il padre iniziò a lavorare all'Università di Harvard.
Dopo il diploma alla "Shady Hill School", May si laureò nel 1929 alla "Cambridge High and Latin School" di Cambridge (Massachusetts), dedicandosi al teatro (fece qualche esperienza di attrice nella scuola di Eva Le Gallienne) e alla poesia. Pubblicò la prima raccolta nel 1937, Encounter in April.
Nel 1945 incontrò a Santa Fe (Nuovo Messico) la donna con la quale spese gran parte della sua vita, Judy Matlack (1898-1982), professoressa di letteratura inglese al Simmons College. Le due donne si separarono alla morte del padre di May, nel 1956, quando questa si trasferì a Nelson (New Hampshire). Il breve libro Honey in the Hive (poesie e altri scritti della Matlack con i commenti della Sarton, 1988) parla della loro relazione. Nelle memorie At Seventy, May tornò a riflettere su questa relazione.
Nel 1958 divenne membro dell'American Academy of Arts and Sciences. Trasferitasi quindi a York (Maine), ebbe un ictus nel 1990, ma dopo diversi mesi di riabilitazione riuscì ancora a dettare le ultime parti del suo diario, a cominciare da Endgame.
Morì nel 1995 ed è sepolta a Nelson (New Hampshire). Le sue carte sono conservate nella Berg Collection della New York Public Library e nella Maine Women Writers Collection dell'Università del New England.

## Temi e contenuti dell'opera
Nonostante una certa qualità poetica e di narratrice le sia riconosciuta, la sua fama è legata soprattutto alla stesura dei diari, in particolare a Plant Dreaming Deep (sui suoi primi anni a Nelson, circa 1958-68), Journal of a Solitude (1972-73), The House by the Sea (1974-76), Recovering (1978-79) e At Seventy (1982-83).
In questi lunghi resoconti introspettivi di evidente e toccante onestà intellettuale, May Sarton parla di invecchiamento, isolamento, amicizia, amore, lesbismo, successo e fallimento, invidia, gratitudine, amore per i fiori, semplici valori quotidiani, dubbio e fragile ricerca su di sé. I diari più recenti in genere suscitano meno interesse, forse perché dettati al magnetofono in cattive condizioni di salute.
Anche il proprio lesbismo, per esempio nel romanzo Mrs. Stevens Hears the Mermaids Singing (1965) e nei diari, è trattato con delicatezza, né viene usato come bandiera per i diritti o per desiderio di scandalo. È un'autrice spesso citata nell'ambito dei Women's Studies.

## Opere

### Raccolte di poesie
- Encounter in April (1937)
- Inner Landscape (1939)
- The Lion and the Rose (1948)
- The Land of Silence (1953)
- In Time Like Air (1958)
- Cloud, Stone, Sun, Vine (1961)
- A Private Mythology (1966)
- As Does New Hampshire (1967)
- A Grain of Mustard Seed (1971)
- A Durable Fire (1972)
- Collected Poems, 1930-1973 (1974)
- Selected Poems (a cura di Serena Sue Hilsinger e Lois Brynes, 1978)
- Halfway to Silence (1980)
- Letters from Maine (1984)
- The Silence Now: New and Uncollected Earlier Poems (1988)
- Collected Poems, 1930-1993 (1993)
- Coming Into Eighty (1994) - Levinson Prize
- From May Sarton's Well: Writings of May Sarton (a cura di Edith Royce Schade, 1999)

### Romanzi
- The Single Hound (1938)
- The Bridge of Years (1946)
- The Return of Corporal Greene (1946)
- Shadow of a Man (1950)
- A Shower of Summer Days (1952) - Reynolds Lyric Award della Poetry Society of America
- Faithful are the Wounds (1955)
- The Birth of a Grandfather (1957)
- The Fur Person (1957)
  - trad. Laura Poli, La lunga vita di un gatto molto perbene, Milano: La Tartaruga, 1996, 2003 ISBN 88-7738-239-2 ISBN 88-7738-372-0
- The Small Room (1961)
- Joanna and Ulysses (1963)
- Mrs. Stevens Hears the Mermaids Singing (1965)
- Miss Pickthorn and Mr. Hare (1966)
- The Poet and the Donkey (1969)
- Kinds of Love (1970)
- As We Are Now (1973)
  - Trad. Marina Morpurgo, Vi prego, cercate di capire, Milano: Astoria, 2019 ISBN 978-88-332-1032-2
- Crucial Conversations (1975)
- A Reckoning (1978)
- Anger (1982)
- The Magnificent Spinster (1985)
- The Education of Harriet Hatfield (1989)

### Libri per ragazzi
- Punch's Secret (1974)
- A Walk Through the Woods (1976)

### Diari e saggi
- I Knew a Phoenix: Sketches for an Autobiography (1959)
- Plant Dreaming Deep (1968)
- Journal of a Solitude (1973)
- A World of Light (1976)
- The House by the Sea (1977)
- Recovering: A Journal (1980)
- Writings on Writing (1980)
- May Sarton: A Self-Portrait (1982)
- At Seventy: A Journal (1984) - American Book Awards[3]
- After the Stroke (1988)
- Endgame: A Journal of the Seventy-Ninth Year (1992)
- Encore: A Journal of the Eightieth Year (1993)
- At Eighty-Two (1996)